# Lanny Wadkins
Jerry Lanston „Lanny“ Wadkins Jr. (* 5. Dezember 1949) ist ein US-amerikanischer Profigolfer. Er gewann 21 Turniere auf der PGA Tour, darunter das PGA Championship 1977. Zwischen 1986 und 1988 war er 86 Wochen lang in der Top 10 der offiziellen Golf-Weltrangliste. Im Jahr 2009 wurde er in die World Golf Hall of Fame aufgenommen.

## Karriere
Wadkins wurde im Jahr 1971 Golfprofi. Bereits im Sommer jenes Jahres gewann er die Greater Bangor Open in Maine. Seinen ersten Sieg auf der PGA Tour errang er im Oktober 1972 beim Sahara Invitational in Las Vegas, wo er einen Schlag vor dem Zweitplatzierten Arnold Palmer landete. Wadkins wurde hierauf zum Rookie des Jahres gewählt. 1973 folgten zwei weitere Siege, bevor seine Form drei Jahre lang nachließ. Er erholte sich erneut und gewann seinen einzigen Major-Titel bei der PGA-Meisterschaft im Jahr 1977. Dabei setzte er sich am dritten Loch eines Sudden-Death-Playoffs in Pebble Beach gegen Gene Littler durch. Es war das erste Mal, dass ein Sudden-Death-Playoff in einer großen Stroke-Play-Meisterschaft eingesetzt wurde.
Wadkins wurde bei vier weiteren Majors Zweiter (US Open 1986, PGA Championship 1982, 1984 und 1987) und belegte beim Masters in Augusta dreimal den dritten Platz (1990, 1991, 1993). Bei der Open Championship war sein bestes Ergebnis der vierte Platz in St. Andrews im Jahr 1984.
Auf der PGA Tour gewann Wadkins 1979 die Tournament Players Championship und wurde 1985 zum PGA-Spieler des Jahres gewählt. Im Laufe seiner Karriere holte er mehrere Saisonsiege, bis er 1992 seinen einundzwanzigsten und letzten PGA-Tour-Sieg errang: die Canon Greater Hartford Open.
Wie viele amerikanische Spitzengolfer wurde Wadkins zu zahlreichen internationalen Turnieren eingeladen. Er gewann 1978 die Victorian PGA Championship auf der PGA Tour of Australasia und 1979 die Bridgestone Open auf der Japan Golf Tour. Außerdem wurde er Zweiter bei den German Open 1979, den Air New Zealand Shell Open 1980 und den Austrian Open 1990. Er gewann auch bedeutende Veranstaltungen in Südamerika und Kanada.
Wadkins spielte zwischen 1977 und 1993 acht Mal für die Vereinigten Staaten im Ryder Cup. Während seiner Ryder-Cup-Karriere sammelte Wadkins 211/2 Punkte, eine der besten Bilanzen auf beiden Seiten in der Geschichte des Wettbewerbs. Außerdem war er 1995 Kapitän des Teams im Oak Hill Country Club.